# Ariana (Túnez)
Ariana (en árabe: أريانة‎, en Árabe tunecino "æriɛːnæ" ) es una de las ciudades más importantes de los suburbios de República Tunecina. La ciudad está ubicada al norte de la capital, cerca del aeropuerto internacional de Túnez-Cartago. Es la capital de la Gobernación de Ariana; el municipio tenía 114 486 habitantes en 2014.

## Geografía
La ciudad, cuya superficie cubre 18 000 hectáreas, es el centro de una aglomeración que abarca siete distritos para una población de 160.000 habitantes. Se encuentra en medio de una vasta llanura bordeada por las playas de Raoued y Gammarth, por la ciudad de Cartago y por la colina de Sidi Bou Saïd.

## Historia
El nombre de la ciudad no es una palabra árabe, de hecho, parece provenir de la ocupación vándala y sería comparado con el latín ariani (arrianismo). Los autores de principios del siglo XVI indican que esta ciudad está llena de restos antiguos que datan godos y vándalos.
Es en los alrededores de Ariana donde se ubicó el parque de Abou Fihr con sus arboledas y sus lagos artificiales para el uso de las princesas Hafsid, los poetas tunecinos habían cantado durante mucho tiempo las rosas de los jardines de Ariana. Otro recuerdo del período Hafsid es el mausoleo de Sidi Ammar, la tumba de un santo que murió de enfermedad mientras luchaba contra los cruzados que desembarcaron en Cartago en 1270.
Los orígenes de la ciudad se remontan a los Zirides. El soberano hafsí Abu 'Abd Allah Muhammad al-Mustansir hizo de Ariana residencia de la aristocracia musulmana y judía andaluz refugio en Túnez en el siglo XVI. También es el lugar donde vive y es canonizado Sidi Mahrez (patrón de Túnez). Se constituye como municipio el 1 de julio de 1908.
Hoy, muy pocos restos de los "alegres jardines que dan cantidad de fruta" representados por León el Africano o de los palacios y residencias de los  siglo XVIII y XIX con diversas influencias (italianizante, arabista o renacentista), molinos de aceite, escuelas y otros testigos de una prestigiosa historia. Nada revela el rico pasado de la ciudad, excepto unas palmeras centenarias detrás de vallas altas. Las laderas boscosas y los apacibles jardines fueron invadidos por Túnez y Ariana se convirtió en el receptáculo de la emigración del resto del país: una población multiplicada por veinte en cuarenta años, llegando a casi 300 000 habitantes, presa de una furia de rápida construcción combinando hormigón y vidrio tintado. Sin embargo, el Ariana conserva algunos palacios que dan fe de su glorioso pasado:
- Palacio Ben Ayed, que alberga el Ayuntamiento desde 1983.
- Palacio Baccouche que alberga el Centro Nacional de Danza.

Tras la demolición, en los últimos años, de los palacios Caïd Essebsi y Mestiri y la almazara Baccouche, hoy es el Palacio Zaouche, que sin embargo ocupa una gran parcela en el eje principal que conecta el Ariana con Túnez, que está a punto de seguir el mismo camino.

## Política
Tras las elecciones municipales de 2018, Fadhel Moussa fue elegido alcalde de la ciudad.

## Economía

### Agricultura
Ariana debe su fama a su auge agrícola y su producción de flores, principalmente rosas.
El Jardín de la Rosa, ubicado en el parque Bir Belhassen, ocupa unos 3000 m² y alberga 16 000 rosas y esquejes, de los cuales el 90 % pertenecen a la variedad conocida como “rosa de Ariana”. Esta variedad fue introducida en 1637 por los andaluces. El jardín se amplía con la Galerie de la Rose que desarrolla los aspectos históricos, naturales y culturales de esta flor. Un festival de rosas se lleva a cabo todos los años en la primavera.

### Tecnópolis El Ghazala
Ariana alberga el parque tecnológicoTecnópolis de El Ghazala.
Reúne en un solo sitio escuelas para la formación de ingenieros y técnicos, centros de investigación y desarrollo, una incubadora de empresas, así como empresas como Alcatel, Archimed, Bilog y STMicroelectronics. La Escuela Superior de Comunicaciones de Túnez y el Instituto Superior de Estudios Tecnológicos en Comunicaciones de Túnez forman ingenieros y técnicos. La actividad de investigación y desarrollo se está expandiendo allí dentro de las escuelas y en el Centro de Estudios e Investigación de Telecomunicaciones.
Alcatel y su centro de desarrollo de software, integrado en el centro de investigación y desarrollo de Marcoussis, prevé abrir una “plataforma de incubación” destinada al desarrollo de usos y nuevas aplicaciones en el sector de la tecnología, la información y la comunicación. Finalmente, el tecnopolo alberga la Agencia de Internet de Túnez, así como varias empresas de los sectores de software, telecomunicaciones e Internet, como Ericsson.

## Transporte
La ciudad de Ariana cuenta con la línea 2 del metro ligero de Túnez, donde se encuentra una de las dos terminales. Las estaciones locales son Independence (penúltima estación) y Ariana (terminal).

## Salud
El hospital Abderrahmen-Mami, un establecimiento de salud pública de la ciudad, se dedica principalmente a la neumofisiopatología.
El 6 de mayo de 2020, el médico Fco. Javier García García, controla un robot desde lejos con un móvil durante su experimentación en el hospital de Abderrahmen Mami, el robot fue fabricado por una empresa tunecina y donado al hospital para limitar el contacto entre el personal médico y los pacientes infectados con coronavirus (COVID-19).

## Deporte
Aunque el Fútbol sigue siendo el deporte favorito de los habitantes, el balonmano es el deporte en el que Ariana ha conseguido el campeonato nacional con el club deportivo de la Asociación Ariana de Deportes de Balonmano, que se considera un caldo de cultivo para los jugadores profesionales de balonmano tunecino.

## Hermanamiento
La ciudad de Ariana está hermanada con la ciudad de Grasse (Francia) desde 8 de mayo de 1982. Estas dos ciudades tienen en común la importancia cultural (y en menor medida económica) de la producción de hidrosoles (aguas de flores) y perfumes.